# Synne Jensen
Synne Sofie Kinden Jensen (* 15. Februar 1996 in Oslo) ist eine norwegische Fußballnationalspielerin, die seit Juli 2024 bei Atlético Madrid spielt.

## Karriere

### Verein
Jensen startete ihre Karriere beim Gjelleråsen IF, bevor sie im Januar 2011 zum Lillestrøm SK Kvinner wechselte. Für diesen debütierte sie am 14. April 2012 (1. Spieltag) gegen Trondheims-Ørn SK in der Toppserien und bestritt bis Juli 2012 zwölf weitere Ligapartien, wobei sie zumeist in der Schlussviertelstunde eingewechselt wurde. Im August wurde sie an Zweitligist Linderud-Grei verliehen. Zur Saison 2013 kehrte sie nach Lillestrøm zurück und wurde danach vom Ligarivalen Kolbotn IL verpflichtet. Bei Kolbotn verpasste sie in den folgenden zwei Jahren keine einzige Ligapartie und war dabei mit 24 Treffern die beste Torschützin ihres Teams.
Jensen wurde 2015 von Bundesligist VfL Wolfsburg verpflichtet. Im Sommer 2016 wurde sie an den norwegischen Verein Stabaek Fotball Kvinner ausgeliehen. Zum 1. Januar 2017 erfolgte dann der komplette Wechsel zu Stabaek. Im Januar 2019 wechselte sie zum Ligakonkurrenten Røa IL, wo sie mit 16 Toren in 22 Spielen zweitbeste Torschützin der Toppserien 2019 wurde. Im Januar 2020 wechselte sie dann zum Vizemeister Vålerenga Oslo.
In der Winterpause 2022 wechselte sie nach Spanien zu Real Sociedad. Im Juli 2024 wechselte zum Ligakonkurrenten Atlético Madrid.

### Nationalmannschaft
Jensen durchlief ab der U-15-Nationalmannschaft sämtliche Juniorinnenauswahlen des norwegischen Fußballverbands. Mit der U-19-Nationalmannschaft nahm sie zweimal an der Jahrgangseuropameisterschaft teil, wobei sie 2014 im eigenen Land das Halbfinale erreichte. Am 25. November 2014 gab sie im Freundschaftsspiel gegen die neuseeländische Auswahl ihr Debüt für die A-Nationalmannschaft. Zwei Tage später wurde sie gegen Neuseeland nochmals eingesetzt und dann auch im Januar 2015 bei einem Testspiel gegen Irland. Für die WM 2015 wurde sie dann nicht berücksichtigt. Im September 2015 kam sie dann zu ihrem vierten Länderspiel und wurde dann auch in vier Qualifikationsspielen zur EM 2017 eingesetzt. Im Mai 2017 wurde sie auch für den vorläufigen EM-Kader nominiert. Aus dem endgültigen Kader wurde sie aber gestrichen. Die Norwegerinnen schieden bei der EM aber ohne Torerfolg als Gruppenletzte aus. Nach der EM wurde sie dann sporadisch wieder eingesetzt, aber nur in einem Spiel der Qualifikation für die WM 2019. Ihre ersten beiden Länderspieltore erzielte sie am 23. Januar 2018 zum 2:1-Sieg im Testspiel gegen Island. Im WM-Jahr 2019 kam sie zu keinem Länderspiel, obwohl sie mit 16 Toren zweitbeste Torschützin der Toppserien war. Erst beim Algarve-Cup 2020 kam sie im ersten Spiel gegen Dänemark, wo sie – neun Minuten nach ihrer Einwechslung – in der dritten Minute der Nachspielzeit den 2:1-Siegtreffer erzielte, und im Spiel um Platz 3 gegen Neuseeland, wo sie den 1:1-Ausgleichstreffer erzielte (Endstand 2:1), zum Einsatz.
Am 16. Juni 2025 wurde sie für die Endrunde der EM 2025 nominiert. Sie wurde zweimal in den Gruppenspielen eingewechselt. Im Achtelfinale schieden die Norwegerinnen ohne sie gegen Italien durch ein Last-Minute-Gegentor aus. 

## Persönliches
Jensen besuchte von 2012 bis 2015 das Wang Toppidrett-Gymnasium in Oslo, wo sie von ihrer Nationalmannschaftskollegin Solveig Gulbrandsen trainiert wurde.

## Erfolge
- Norwegische Meisterin 2012 und 2020
- Deutsche Pokalsiegerin 2016
- Norwegische Pokalsiegerin 2020 und 2021